# Aidlingen
Aidlingen è un comune tedesco di 9 352 abitanti, situato nel land del Baden-Württemberg.